# Tonkawa
Die Titska Watitch oder Tickanwa•tic (engl. Aussprache: Titch-kun-wha-titch – „Echte, wirkliche Menschen“) sind ein Volksstamm der Indianer Nordamerikas der Südlichen Plains und gehörten als nomadische Prärie-Indianer zum Kulturareal der Prärien und Plains, hatten jedoch manche religiöse Traditionen der Stämme entlang der Golfküste von Texas und Louisiana übernommen. Ihre heute übliche Stammesbezeichnung als Tonkawa (engl. Aussprache: TOHNK-ayh-wah) leitet sich aus der Bezeichnung der Caddo-sprachigen Waco (Hueco) bzw. „Iscani/Yscani Band“ der Wichita-Völker ab, die die verschiedenen Tickanwa•tic Bands als Tonk-a-weya („Jene, die zusammenbleiben“) bezeichneten. Heute bilden sie zusammen mit einigen Nachfahren der Lipan Apache den Tonkawa Tribe of Indians of Oklahoma im Kay County, im Norden von Oklahoma, einen auf Bundesebene staatlich anerkannten Stamm (sog. federally recognized tribe) der USA.

## Sprache
Ihre seit den 1940er Jahren ausgestorbene Sprache – das Tonkawa bzw. Tickanwa•tic He'txanan („Sprache der echten/wahren Menschen“) – wird heute meist als eine isolierte Sprache betrachtet, die einige Wissenschaftler aber der Hoka-Coahuilteco-Sprache zuordnen. Heute spricht kein Stammesmitglied eine der beiden Stammessprachen als Muttersprache bzw. als Zweitsprache, jedoch bestehen sowohl für das „Tonkawa/Tickanwa•tic He'txanan“ als auch für das Lipan Apache (Abáachi mizaa) Programme, die versuchen diese Sprachen wiederzubeleben und somit wiederum die Identität und Kultur des Stammes aufleben zu lassen. Aktuell sind die meisten Tänze und Gesänge der Tonkawa verloren bzw. werden nicht mehr durchgeführt.

## Zugehörige Bands der Tonkawa
Die Tonkawa (Tickanwa•tic) betrachteten sich historisch nicht als eine Nation oder Stammesverband (wie etwa die Cheyenne und Kiowa), jedoch als ethnisch sowie sprachlich-kulturell eng verwandte Bands. Viele dieser Bands sind heute nicht mehr namentlich bekannt, da sie entweder auf Grund intertribalen Kämpfen und Auseinandersetzungen oder inneren sozialen Spannungen vernichtet/versprengt wurden bzw. sich auflösten und entweder neue Bands formierten oder sich anderen Bands anschlossen. Zu den später allgemein „Tonkawa“ bezeichneten Bands werden allgemein folgende gezählt:
- Awash („Büffel“)
- Choyopan („Augenlider/Augenbrauen bewegen“)
- Haiwal („Eichen“)
- Hatchuknni
- Kwesh
- Mayeye (auch: Macheye, Maheye, Maiece, Maieye, Malleye, Maye, Muleye, Meghey, Maghay, Meghty)
- Nilhailai
- Ninchopen
- Pakani
- Pakhalateh
- Sanukh
- Talpkweyu
- Titskanwatichatak

Im 15. Jahrhundert soll es 5000 Stammesmitglieder gegeben haben, im späten 17. Jahrhundert noch 1600 und im Jahre 1921 wurden nur noch 34 gezählt. 1993 war die Bevölkerungszahl wieder auf 186 Personen angewachsen.

## Kultur
Die Tonkawa (Tickanwa•tic) kannten zahlreiche göttliche Wesen. Sie beschäftigten sich möglicherweise aus religiösen Gründen mit Kannibalismus. Psychotrope Pflanzen (Peyote) spielten seit der Übernahme aus dem zentralmexikanischen Raum eine Rolle in ihren religiösen Zeremonien (siehe auch: Verbreitung des Peyote-Kultes).
Die Tonkawa (Tickanwa•tic) bewohnten eine kulturelle Übergangszone zwischen Plains-, Prärie- und Wüstenkulturen und übernahmen daher viele Elemente der benachbarten Caddo-Kultur im Osten, der Plains-Kultur im Norden der Apachen und später Comanchen sowie der Coahuiltecan-Kultur des nördlichen Mexiko.
Einige Tonkawa sind Mitglieder der Native American Church.

## Geschichte

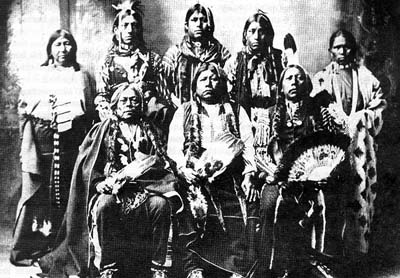
Die Häuptlinge der Tonkawa im Jahre 1898

### Kampf gegen die Apachen
Zuerst vermutete man, dass die Urheimat der Tonkawa (Tickanwa•tic) in Zentral-Texas lag, neuere Forschungen haben jedoch gezeigt, dass der Stamm 1601 im Nordwesten Oklahomas lebte. Um 1530 hatten die Tonkawa (Tickanwa•tic) erstmals mit den spanischen Konquistadoren Kontakt. Zwischen 1600 und 1700 drangen berittene östliche Apache-Bands – die heutigen Jicarilla, Mescalero und Lipan – auf die Südlichen Plains vor und begannen, die dor ansässigen Stämme der Caddo, Hasinai, Wichita-Völker, Jumano und Tonkawa (Tickanwa•tic) aus den High Plains zu verdrängen. Um 1700 hatten die stärkeren und aggressiveren Apache die Tonkawa (Tickanwa•tic) nach Süden zum Red River gedrängt, der die Grenze zwischen dem heutigen Oklahoma und Texas bildet. In dieser Zeit umfasste der östliche Teil der Gran Apachería (Stammesgebiet aller Apache) die Südlichen Plains in Nebraska entlang des Dismal River im Norden südwärts bis zum Colorado River in Zentral-Texas. Die Tonkawa (Tickanwa•tic) wurden (neben den nördlich lebenden Wichita, Caddo und Pawnee) oft von den Apache als Sklaven in Ost-Texas und Louisiana an Franzosen und in Neu-Mexiko an Spanier verkauft. Im späten 17. Jahrhundert gerieten sie zudem in den Kolonialkampf zwischen Spanien und Frankreich, bei dem es um die Kontrolle von Texas ging. Doch um 1700 drangen die äußerst kriegerischen Comanche zusammen mit den verwandten Ute auf die Südlichen Plains vor und schlossen Bündnisse mit den Wichita, Caddo, Hasinai sowie den Tonkawa (Tickanwa•tic), um gegen die Apache auf den Plains Krieg zu führen. Durch das Bündnis mit den Wichita gelangte die neu gebildete Stammes-Allianz an französische Gewehre, mit deren Hilfe sie den Apache nicht nur numerisch, sondern auch waffentechnisch überlegen waren.
Da die Apache durch ihre Raubzüge sowie die Sklavenjagden unter allen Stämmen verhasst und isoliert waren, mussten sie den nunmehr verbündeten Stämmen immer mehr nach Westen, Südwesten und Süden ausweichen. Hierdurch waren die Apache zunehmend gezwungen, ihren Lebensunterhalt durch Raubzüge und Plünderungen von indianischen und spanischen Siedlungen zu bestreiten, da ihnen der Zugang zu den Bisonjagdgründen immer mehr erschwert wurde. Zudem gerieten die Apache im Süden unter Druck, da die Spanier mehrere kleinere, im Norden Mexikos ansässige Stämme, zwangen, sich entweder in Missionen oder in Siedlungen benachbarter Presidios anzusiedeln, in ein Bündnis gegen die Apache. Diese Stämme (Sobaipuri, Akimel O’Odham, Tohono O’Odham, Opata, Coahuiltec, Karankawa u. a.) mussten den Spaniern im Kampf gegen die Apache regelmäßig Hilfstruppen und Scouts zur Verfügung stellen – und da ihren Siedlungen und Familien durch die zunehmenden Raubzüge der Apache selbst Gefahr drohten, unterstützten sie die Spanier (und später Mexikaner und Amerikaner) tapfer und unerschrocken.
Ab 1750 war der größte Teil der östlichen Apacheria zur Comancheria geworden, dem Herrschaftsgebiet der Comanchen, die nunmehr die sog. Lords of the Plains („Herren der Ebenen“) waren. Dies mussten zuerst ihre ehemaligen Verbündeten, die Ute, erfahren, die bereits nach der Verdrängung der Jicarilla-Apache aus den Plains, von den Comanchen bald als Rivalen in den erkämpften reichen Bisonjagdgründen sowie im Handel mit den Märkten in New Mexico angesehen wurden und von diesen nunmehr erbittert bekämpft wurden. Die Ute mussten sich schließlich größtenteils wieder in die Berge von Utah, Colorado und New Mexico zurückziehen, wo sie mit ihren vormaligen Feinden, den Jicarilla-Apache, ein dauerhaftes Defensivbündnis gegen die Comanchen, Kiowa, Kiowa-Apache bildeten.

### Bündnis mit Lipan-Apachen im Kampf gegen die Comanchen und Spanier
Die Tonkawa (Tickanwa•tic)(sowie die Caddo und Pawnee) waren nunmehr für die Comanche als Verbündete gegen die Apache nicht mehr wichtig, und die Rivalitäten unter den Stämmen begannen von neuem. Die Comanche beraubten und bekriegten die Tonkawa (Tickanwa•tic) nun unerbittlich. Sie warfen den Tonkawa (Tickanwa•tic) als Rechtfertigung für ihre brutalen Kriegszüge rituell geübten Kannibalismus vor – der sie früher nicht gestört hatte. Die Tonkawa (Tickanwa•tic) suchten nun Schutz bei den Spaniern und lebten daher für einige Zeit nahe der San-Gabriel-Mission, bevor diese 1758 verlassen wurde. 1782 bildeten die Tonkawa (Tickanwa•tic) unter Führung von El Mocho (eines gebürtigen Apache), ein Bündnis mit ihren ehemaligen Feinden, den Lipan-Apache. Bei einer von ihm mit den Apache und Tonkawa (Tickanwa•tic) organisierten Ratsversammlung kamen über 4.000 Krieger beider Stämme zusammen. Daraufhin erhoben sie sich gegen die spanische Kolonialmacht. Diese Rebellion konnte 1784 nur beendet werden, indem man El Mocho bei Friedensverhandlungen in La Bahia, Texas, niederträchtig ermordete. Die Spanier hatten zudem 1786 ein gegen die Apache gerichtetes Bündnis mit den Comanchen, Ute, Jicarilla, Diné (Navajo) sowie vielen sesshaften Stämmen in Texas geschlossen, das auf die Ausrottung und vollständige Vernichtung der militärischen Macht der Mescalero und Lipan ausgerichtet war. Die Tonkawa (Tickanwa•tic) hatten sich durch die Allianz mit den Lipan-Apache außerhalb dieses pan-indianisch-spanischen Bündnisses gestellt und besonders unter den Kriegszügen der Anti-Apachen-Allianz zu leiden.

### Scouts für Texaner und Amerikaner gegen texanische Plains-Stämme
Nach der mexikanischen Unabhängigkeit von 1821 wurden die Tonkawa (Tickanwa•tic) zusammen mit den Lipan-Apache Verbündete der Anglo-Texaner gegen die Comanche, Kiowa und Waco. Im Herbst 1855 wurden den Tonkawa (Tickanwa•tic) zusammen mit Caddo, Kichai (auch Keechi oder Kitsai), Waco, Tawakoni und Penateka-Comanche zwei kleine Reservate am Clear Fork Brazos River zugewiesen. Trotz ihrer Allianz mit den Texas Rangern gegen die feindlichen Südlichen Plains-Stämme, überfielen Texaner die Reservate, so dass die Tonkawa (Tickanwa•tic) 1857 nach Fort Cobb am Washita River im Indianerterritorium gebracht wurden. Als 1859 die Tonkawa (Tickanwa•tic) für die US-Armee als Scouts tätig waren, überfielen wiederum amerikanische Siedler ihre Reservation, so dass ca. 300 Tonkawa (Tickanwa•tic) nochmals in die Wichita Reservation nahe Anadarko umgesiedelt wurden.

### Tonkawa-Massaker
Das sog. Tonkawa Massacre (23–24. Oktober 1862) trat nach einem Angriff auf die von den Konföderierten gehaltene Wichita-Agentur in Fort Sill nahe Anadarko in Oklahoma ein, als ein Kriegstrupp von unionstreuen Stämmen die Agentur angriff, die damalige Heimat von ca. 300 Mitgliedern der Tonkawa (Tickanwa•tic), die im Sezessionskrieg auf Seiten der Konföderierten kämpften. Während des Angriffs auf die konföderierte Agentur wurden der Konföderierten-Indianeragent Leeper und mehrere Weiße getötet. Die Tonkawa (Tickanwa•tic) versuchten nach diesem Angriff nach Süden in Richtung des Konföderierten-Fort Arbuckle zu fliehen, doch wurden sie am 24. Oktober eingeholt, bevor sie sich im Fort in Sicherheit bringen konnten. Im sich anschließenden Massaker wurden schätzungsweise 137 Männer, Frauen und Kinder, unter ihnen Plácido (Ha-shu-ka-na – ‘Man kann Ihn nicht töten’), getötet. Es gibt unterschiedliche Berichte über die Stämme, die das Massaker an den Tonkawa (Tickanwa•tic) begingen – Caddo, Shawnee, Lenni Lenape, Osage, Comanchen, Kiowa und Seminolen werden in verschiedenen Berichten genannt.
Es werden verschiedene Gründe für das Massaker genannt, doch deutet einiges darauf hin, dass der Hauptgrund die Tötung und rituelle Verspeisung zweier Shawnee in einem kannibalistischen Ritual sowie der Tod und Zerstückelung eines Caddo-Jungen war, denn die Tonkawa (Tickanwa•tic) waren als Kannibalen unter den benachbarten Stämmen berüchtigt. Andere meinen, es sei ihre Sympathie mit den Konföderierten Staaten von Amerika. Jedoch waren die Beziehungen zwischen den Tonkawa (Tickanwa•tic) und den benachbarten Stämmen bereits seit Jahren feindlich, aus einer Vielzahl von Gründen, einschließlich dessen, dass die Tonkawa (Tickanwa•tic) als Kundschafter für die Texas Rangers gegen die um ihre Freiheit und Heimat kämpfenden Stämme, einschließlich Kiowa und Comanchen, kämpften.
Viele der überlebenden Tonkawa (Tickanwa•tic) flohen zum konföderierten Fort Arbuckle, dann im Jahr 1863 zum konföderierten Fort Belknap in Texas. Das Massaker demoralisierte die Reste der Tonkawa (Tickanwa•tic) völlig, die nun ohne einen starken Häuptling im Elend in Fort Belknap lebten.

## Tonkawa Tribe of Indians of Oklahoma
Die Überlebenden des „Tonkawa-Massakers“ wurden schließlich zusammen mit verbündeten Lipan Apache bei Fort Griffin, Texas, angesiedelt, um sie vor der totalen Vernichtung zu schützen. 1884 wurden 92 Stammesmitglieder (einschließlich der Lipan Apache), vorübergehend in die Sauk-Fox-Agentur umgesiedelt. Im Frühjahr 1885 wurde den Tonkawa (Tickanwa•tic) 91.000 Acre Land innerhalb des ursprünglichen Tonkawa-Reservats nahe dem ehemaligen Fort Oakland, Oklahoma (das jedoch von 1878 bis 1885 von exilierten Nez Perce of Chief Joseph’s Band bewohnt wurde), zugeteilt. 1891 wurde 73 Stammesmitgliedern 994.33 Acres (ca. 4,00 km²) Land zugeteilt sowie 238,24 Acres (ca. 0,9 km²) des Reservatlands schließlich parzelliert und einzelnen Indianern zugeteilt (Dawes Act). Der Rest (das Beste für Ackerbau oder Viehzucht geeignete Land) wurde für die Besiedlung durch Weiße freigegeben. Die US-Regierung fungierte als Treuhänder während der ersten 25 Jahre, erst danach wurden die Parzellen Eigentum der Indianer. Die nicht aufgeteilten Gebiete und die Parzellen, die nach dem Tod der Besitzer an den Staat fielen, wurden zu Schleuderpreisen an weiße Interessenten verkauft. Das Reservat wurde daher offiziell 1896 aufgelöst. 1908 zählten sie nur noch 48 Stammesmitglieder, einschließlich mancher eingeheirateter Lipan Apache.
Heute bilden die Nachfahren der Tonkawa (Tickanwa•tic) sowie einige Lipan Apache den von der amerikanischen Bundesregierung anerkannten Stamm (federally recognized tribe) namens Tonkawa Tribe of Indians of Oklahoma mit Berechtigung Dienstleistungen vom Bureau of Indian Affairs (BIA) zu beziehen.
Das Tonkawa-Stammesreservat umfasst ca. 5,00 km² (1.505,57 Acres) und befindet sich im Kay County im Norden von Oklahoma in der Nähe des ehemaligen Fort Oakland. Das Stammeshauptquartier befindet sich am Westufer des Chikaskia River, etwa 4,00 km (2,5 Meilen) südöstlich der Stadt Tonkawa. Ponca City liegt ca. 19,30 km (12 Meilen) östlich und Oklahoma City liegt etwa 160 km (100 Meilen) weiter südlich. Von den insgesamt 1.505,57 Acres Reservatland sind jedoch 994,33 Acres als sog. Off-reservation trust land Eigentum des Bureau of Indian Affairs (BIA) (und somit der US-Regierung) und liegt daher formal-juristisch außerhalb der Reservats-Grenzen. Juristisch ist der Tonkawa Tribe sowie individuelle Stammesangehörige nur Besitzer des „trust lands“, das BIA gilt als Treuhänder (Trust) und verwaltet die Grundstücke im Namen der Indianer bzw. des Stammes. Neben diesen Treuhandflächen gibt es noch 238,24 Acres Parzellen Land, das individuell (Indianern, Weißen oder Unternehmen) zugeteilt wurde. Im alleinigen Stammesbesitz und somit unter Tribal sovereignty (Selbstverwaltungsrecht) befinden sich nur 273,00 Acres, dieses Land ist das Hoheitsgebiet des Stammes und dieser kann eigene Gesetze erlassen, die den Rechten des Bundesstaates widersprechen, auf welchen sie sich physikalisch befinden. Dies trifft besonders auf das Glücksspiel zu. Der Tonkawa Tribe betreibt 3 Indianerkasinos der Klasse II/III; das Tonkawa Indian Casino West liegt an der Kreuzung des Highway 60 und der Interstate 35, das Tonkawa Indian Casino East befindet sich im Tonkawa-Stammesreservat, und das Native Lights Casino befindet sich in Chilocco am nördlichen Highway 77. Neben mehreren Geschäften – hierunter auch touristischen – betreibt der Tonkawa Tribe unter der Firma Red Pipe LLC, zwei Räuchereien, eine im Tonkawa-Stammesreservat und eine bei Native Lights Casino, sowie eine Raststätte und ein Hotel am Highway 60 und an der Interstate 35. Auf Grund ihres Selbstverwaltungsrechts besitzen sie auch eigene Gerichte sowie mit dem Fort Oakland Police Department auch eine eigene Polizeieinheit. Tribal sovereignty war in der Vergangenheit Thema von vielen Prozessen vor US-Bundesgerichten, wo teilweise sich widersprechende Urteile gefällt wurden. Das Verhältnis zwischen Bundesregierung, Regierungen der Bundesstaaten, den Counties, den Gemeinden, dem Bureau of Indian Affairs, den Stämmen und den Reservaten gilt als kompliziert und verworren. Eine wichtige Frage ist die Zuständigkeit von Gerichten der Stämme über Nicht-Stammesmitglieder, z. B. von Weißen, die in Reservaten wohnen oder Grundstücke in Reservaten besitzen, bzw. Geschäfte mit Reservatsregierungen tätigen. Die Gesamtbevölkerung auf der Reservation umfasst heute 826 Personen, wovon 718 Stammesmitglieder sind. Die meisten Stammesmitglieder auf der Reservation leben unterhalb der Armutsgrenze.
Heute spricht kein Stammesmitglied eine der beiden Stammessprachen als Muttersprache bzw. als Zweitsprache, jedoch bestehen sowohl für das Tonkawa/Tickanwa•tic He'txanan als auch für das Lipan Apache (Abáachi mizaa) Programme, die versuchen diese Sprachen wiederzubeleben und somit wiederum die Identität und Kultur des Stammes aufleben zu lassen. Aktuell sind die meisten Tänze und Gesänge der Tonkawa (Tickanwa•tic) verloren bzw. werden nicht mehr durchgeführt.